# Tomislav Marijan Bilosnić
Tomislav Marijan Bilosnić (Zemunik Donji, 18. siječnja 1947.) hrvatski je slikar i književnik.

## Životopis
Osnovnu školu polazio je u Zemuniku, srednju tehničku školu i Filozofski fakultet u Zadru. 
Autor je sedamdesetak knjiga proze, poezije, kritika, feljtona i putopisa, a upriličio je i četrdesetak samostalnih izložbi slika u tehnici monotipija, ulja, pastela, crteža i umjetničke fotografije. Bavio se i ekologijom pišući o problemima onečišćenja i gospodarenja okolišom među prvima u Hrvatskoj još početkom 80-ih godina 20. stoljeća. Poznata je i njegova lutkarska TV-serija Pustolovine morskog konjica prema kojoj je kasnije napisao istoimeni roman za djecu.
Knjige ili njihovi izbori prevedeni su mu na strane jezike - talijanski, njemački, engleski, turski, albanski, španjolski, poljski, ruski, rumunjski, makedonski i slovenski.
Državna japanska televizija Efuban no ichi Inc. 2003. godine u Zadru je snimila dugometražni TV-film Stazama hrvatskog haiku posvećen njegovom haiku pjesništvu.
Uvršten je u književne preglede, panorame, antologije, leksikone i školske programe; uređivao je listove, časopise, biblioteke i novinske rubrike. Pokrenuo je i uređivao listove Zoranić, Plakat i Zadranka. Bio je i jedan od urednika Zadarske revije, član redakcija Tla, Plavog vjesnika i Vedrih dana. Kao gost urednik uređivao je Maslačak. Uredio je i prvi broj Glasila Grada Nina Grad Nin. Bio je dugogodišnji urednik Festivala djeteta u Šibeniku i urednik biblioteke Matsuo Basho. Jedan je od osnivača i prvi direktor Zadarskog lista, kao i jedan od pokretača i prvi direktor Zadarskoga glazbenog festivala. Bio je predsjednik Upravnog odbora Narodnog lista. Bio je glavni urednik tjednika Zadarski Regional i prvog tjednika Ličko-senjske županije List. Sveprisutan je na hrvatskom medijskom prostoru (surađivao u novinama: Vjesniku, Večernjem listu, Slobodnoj Dalmaciji, Novom listu, Glasu Istre, Glasu Slavonije, itd.), napisao je na tisuće članaka, komentara, reportaža, zapisa i putopisa objavljenih gotovo u svim hrvatskom novinama. Surađuje na radiju i televiziji.
Za Domovinskoga rata Bilosnić je obnašao dužnost zapovjednika Samostalnog voda umjetnika (1991/92.). Član je Udruge hrvatskih veterana Domovinskog rata. Član je Društva hrvatskih književnika i predsjednik Ogranka Društva hrvatskih književnika u Zadru, član Društva hrvatskih haiku pjesnika, član Upravnog odbora MH Zadar, član Hrvatskog kulturnog društva “Napredak”, utemeljio je i vodi Umjetnički tabor Karin, član HDLU Zadar i član Kluba hrvatskih likovnih umjetnika veterana Domovinskog rata, obnaša dužnost tajnika hrvatsko-američke humanitarne udruge Dijete i obitelj (Children and Family Society), bivši predsjednik Lions kluba Zadar, predsjednik je Udruge 3000 ZA DAR. 
Osuđivan je i nagrađivan. Kao sudionik Hrvatskog proljeća zatvaran je, proganjan i zabranjivan. Dobitnik je nagrada Grb grada Zadra i Nagrade Zadarske županije (2002. i 2008.) za umjetničku i društvenu djelatnost. Živi i radi u Zadru.

## O književnom stvaralaštvu
U romanesknoj prozi najčešće piše o sudbini pojedinca unutar tvrdokorna društvena sustava koji ne priznaje individualnost, intimu, slobodu. Već u prvijencu, neoegzistencijalističkom romanu Ispovijed isuvšina čovjeka, Bilosnić ocrtava sudbinu mladog umjetnika, književnika i slikara, u događajima nakon sloma hrvatskoga proljeća, uvodeći u roman stvarne protagoniste. Nastavio se Bilosnić baviti problemom egzistencije i u Tijesnom prostoru, klasičnom djelu hrvatske zatvorske književnosti, ali i u Ljubavnom slučaju pisca gdje se umjetnikov egzistencijalni strah pokazuje u nepriordnu ljubavnom odnosu. Kolac u rijeci Zrmanji nastavak je Bilosnićeva romanesknog opusa; pisac sve događaje Domovinskoga rata fokusira u dvama suprotstavljenim likovima, u dvjema ljudskim sudbinama kojima se grubo poigrala sila Rata. Antimarcijalnu romanesknu poetiku razradio je do umjetničkog vrhunca u romanu Listopad u kojem radnju smješta u samo 24 sata najžešćih ratnih napada na Zadar. Lirskim promišljanjima o čovjeku i njegovoj sudbini on se ovdje opire zlu i užasu koji donose ratna zbivanja, pa sam rat pada u drugu dimenziju romana, dok je čovječja esencijalna svijest njegova istinska bit.
Njegov pjesnički opus jedan je od najraznolikijih poetskih opusa stvorenih u suvremenoj hrvatskoj književnosti u dvadesetak pjesničkih zbiraka. Svoju prvu zbirku poezije Bilosnić je objavio 1968. godine, sredinom 70-ih piše i objavljuje underground poeziju po uzoru na američku bitijevsku generaciju. Nadalje, Bilosnić piše i poeziju po uzoru na liriku afričkih primitivnih naroda, a 80-ih se okušava na skliskom terenu ljubavne poezije mediteransko-antičkoga duha te stvara jedan od najzanimljivih i najljepših ljubavnih pjesničkih opusa hrvatske lirike 20. stoljeća. Među prvima u Hrvatskoj, odmah nakon Vladimira Devidea, a u krugu s Dubravkom Ivančanom, Lukom Paljetkom, Tončom Petrasovim Marovićem piše haiku poeziju. Bilosnićeve su poeme, pak, zasebna priča, počevši od «pisma Majakovskom» u Čelu za metak', preko Vile Velebita i Štit(i) slovo hrvatsko koje su prožete «citiranjem» stare hrvatske književnosti, povijesti, europske mitologije (grčke, rimske, slavenske, judejsko-kršćanske) do domoljubne psalmodiče Ogrlice, i snažnog, ponovno «avangardnog» Krika 2001. godine. Pjesnička zbirka Tigar iz 2004. godine svojevrsna je kruna njegova pjesništva. Njome je otkrio nove metafizičke predjele lirskoga jezika, i otvorio puteve za novi povratak prirodi i iskonu u 21. stoljeću. Poezija Tomislava Marijana Bilosnića zanimljiva je i po tome što ovaj pjesnik nije nikada pripadao ni jednoj struji ili školi, nije konstatntno objavljivao ni u jednom časopisu na način da bi ga se moglo svrstati pod bilo kakav zajednički nazivnik. Postmodernim književnim postupcima intertekstualnosti i citatnosti služi se poput džezista, umjetnički ih iskreno osvježujući.
Njegova publicistička, feljtonska proza odlikuje se jednostavnošću i prijemčljivošću stila. Bilosnić zna zaintrigirati čitatelja za svaku temu iz svoga bogatog tematsko-motivskog repertoara. Podjednako su zanimljive njegove povjesnice o zadarskome kraju, povijesna i popularna feljtonistika, kao i feljtoni o mitologiji popularne kulture. Književne kritike su mu jasne, lucidne i iskrene. Putopisni žanr zauzima posebno mjesto u njegovu bogatu književnu opusu, jer tu TMB-ovo pero bilježi i najsitnije detalja poput dobro izvježbana fotografskog oka, dok su mu opisi bogati i dinamični poput slikarske geste.   
Pisao je prikaze za Klasje naših ravni.
Sudionik Večeri duhovne poezije u Perušiću Benkovačkom.

## Književna djela

### Pjesništvo
- Senza luna (pjesme), Zadar, 1968.;
- Pred zavjesama (pjesme), Umag 1974.
- Koji jedu ribe (pjesme), Čakovec, 1975.
- Apsolutni labudopjev (pjesme), Zadar, 1976.
- I društvo koje ostaje (pjesme), Zagreb, 1977.
- Sužanj riba u vodi srca (pjesme),  Split, 1977.
- Zario ruku u srce (haiku), Split, 1979.
- Približavanje ptica (pjesme), Zagreb, 1980.
- Il capricorno alato (izbor pjesama u prijevodu Giacoma Scottija), Napoli, 1983.
- Potez mača (haiku), Smederevo, 1984.
- Čelo za metak (poema), Mostar, 1984.
- Krilati kozorog ili ponoćne prijateljice (pjesme), Novi Sad, 1984; Zadar, 2007.
- Ljubavnici iz Aleksandrije (pjesme), Šid, 1986.
- Iž (haiku), Odžaci, 1986.
- Rika jelena (pjesme), Split, 1988.
- Znaci za uzbunu (pjesme), Zadar, 1993.
- Vila Velebita (poema), Zadar, 1993.
- Štit(i) slovo hrvatsko (poema), Zadar, 1994.
- Kalendar sna (haiku), Zadar, 1995.
- Čajni pribor (haiku), Zadar, 1995.
- Krik (poema), Nin, 2001.
- Planina (haiku), Zadar, 2002.
- Tigar (pjesme), Zadar  2004.
- Velebit (haiku), Zadar 2004.
- Metamorfoze (crteži-pjesme), Zadar 2004.
- Ogrlica (poema), Zadar, 2006.
- Odisejeve pjesme (pjesme), Zagreb, 2007.
- Velebit (haiku na albanskom u prijevodu Milianova Kallupija ), Tirana, 2007.
- Tigar (na makedonskom u prijevodu Riste Đ. Jačeva), Skopje, 2008.

### Proza
- Ispovijed isuvišna čovjeka (roman), Zagreb, 1985; Zadar, 2006;
- Hodajući preko vode (kratke priče), Rijeka, 1989.
- Tijesni prostor(roman), Zadar, 1990.
- Ljubavni slučaj pisca (roman), Split, 2001.
- Kolac u rijeci Zrmanji (roman), Pula, 2007.
- Listopad (roman), Zadar, 2008.

### Dječja književnost
- Hoće djeca da ulove zeca (pjesme), Zadar, 1971.
- Pustolovine morskog konjica (roman), Zagreb, 1987; Split, 2004.
- Pićo (priče), Zadar, 2001.
- Iški kralj (roman), Split, 2001.

### Publicistika
- Okrugla kanta za smeće (ekološki feljtoni), Osijek, 1988.
- Tajni život (književne kritike), Zadar, 1989.
- Noćna služba (književne kritike), Split, 1990.
- Kontejner (feljtoni o popularnoj kulturi), Osijek, 1990.
- Od Homera do oglasa (zapisi), Zagreb, 1990.
- 3000 godina Za dar (povijesni feljtoni), Zadar, 2001.
- Nin u središtu mitskoga carstva (feljtoni), Nin, 2002.
- Caska dio Atlantide (feljtoni), Novalja, 2002.
- Odisej sa zadarskih otoka (feljtoni), Zadar, 2002.
- Materada mojih uspomena / Materada dei miei ricordi (razgovor s Fulvio Tomizzom), Zadar, 2003.
- Polifem iz Manite peći (feljtoni), Zadar, 2004.
- Gledajte tamo onaj grad (povijesni feljtoni o IV. križarskoj vojni na Zadar), Zadar, 2005.
- Zadarski posjedi (povjesnice), Zadar, 2006.
- Zemunik (povjesnice), Zadar, 2006.
- Posjedi u Brdima (povjesnice), Zadar, 2006.
- Sjaj zadarskoga zlata (feljtoni), Zadar, 2006.
- Vinkovo u Stankovcima (feljtoni), Zadar, 2007.
- Stara Liburnija (povjesnice), Zadar, 2007.
- V Hrvateh (povjesnice), Zadar, 2007.
- Hrvatski knezovi i kraljevi, Zadar, 2007.
- Put za Casablancu (putopis), Split, 2007.
- Puntamika (povjesnice), Zadar, 2008.
- Diklo (povjesnice), Zadar, 2008.
- Kožino (povjesnice), Zadar, 2008.

## Likovne monografije
- Metamorfoze (crteži-pjesme), Zadar, 2004.
- 33 (crteži), Zadar, 2004.
- Cvijeće ravnokotarskih vila (pasteli), Zadar, 2004.
- Pollockova svjetlost (ulja), Zadar, 2006.
- Maske i lica (monotipije), Zadar, 2006.
- Molat (pasteli uz pjesme A. Stamaća), Zadar, 2006.
- Mediteranski pastel (pasteli), Zadar, 2006.
- Skriveno kameno blago (fotomonografija), Zadar, 2008.

## Nagrade
Dobitnik je nagrada Grb grada Zadra i Nagrade Zadarske županije (2002. i 2008.) za umjetničku i društvenu djelatnost. 
Ožujka 2008. je dobio nagradu Crvena ruža Elbasana za poeziju na Međunarodnom festivalu poezije u albanskom Elbasanu, u Albaniji.
Travnja 2008. je dobio nagradu Dubravko Horvatić na najbolju prozu u Hrvatskoj.
1. lipnja 2009. je dobio prigodnu nagradu za svoje tri pjesme Volim te dok imaš sve što ima kuća, Nevidljiva kuća ljubavi i U ljubavi nema kuće na 1. Festivalu neobjavljene ljubavne poezije Zvonimir Golob.
Prva nagrada za pjesmu na 1. Susretu hrvatskoga duhovnoga književnoga stvaralaštva Stjepan Kranjčić 2009. za pjesmu Kuća fra Mate Perića